# 星猛
星 猛（ほし たけし、1926年7月20日 - 2020年12月24日）は、日本の医学者（生理学）、医師。勲等は勲二等。学位は医学博士（東北大学・1956年）。東京大学名誉教授、東北大学名誉教授、静岡県立大学名誉教授。
東北大学医学部助手、東京大学医学部助教授、東北大学医学部教授、東京大学医学部教授、静岡県立大学食品栄養科学部教授、静岡県立大学食品栄養科学部学部長（初代）、静岡県立大学大学院生活健康科学研究科研究科長（初代）、静岡県立大学学長（第2代）、静岡県立大学短期大学部学長（第2代）、財団法人しずおか健康長寿財団理事長などを歴任した。

## 概要
大日本帝国領台湾出身の生理学を専攻する医学者である。上皮膜輸送に関する研究の第一人者とされる。電気生理学的な見地から、腎尿細管の輸送特性を明らかにした。また、小腸や腎尿細管の上皮におけるアミノ酸・ペプチド吸収の分子生理機構の解明に成功した。東北大学、東京大学、静岡県立大学にて教鞭を執り、のちに静岡県立大学の学長も務めた。また、文部省の大学局や高等教育局で科学官を務めた。

## 来歴

### 生い立ち
1926年（大正15年）7月20日、大日本帝国の領土であった台湾の新竹州新竹郡新竹街にて生まれた。太平洋戦争を経て、国が設置・運営する東北大学の医学部にて学んだ。1950年（昭和25年）3月、東北大学を卒業した。それに伴い、医学士の称号を取得した。その後、母校である東北大学の医学部に置かれた附属病院にて、1951年（昭和26年）3月までインターン研修を受けた。さらに東北大学の大学院にて特別研究奨学生として学び、1954年（昭和29年）3月に前期課程を修了した。

### 医学者として

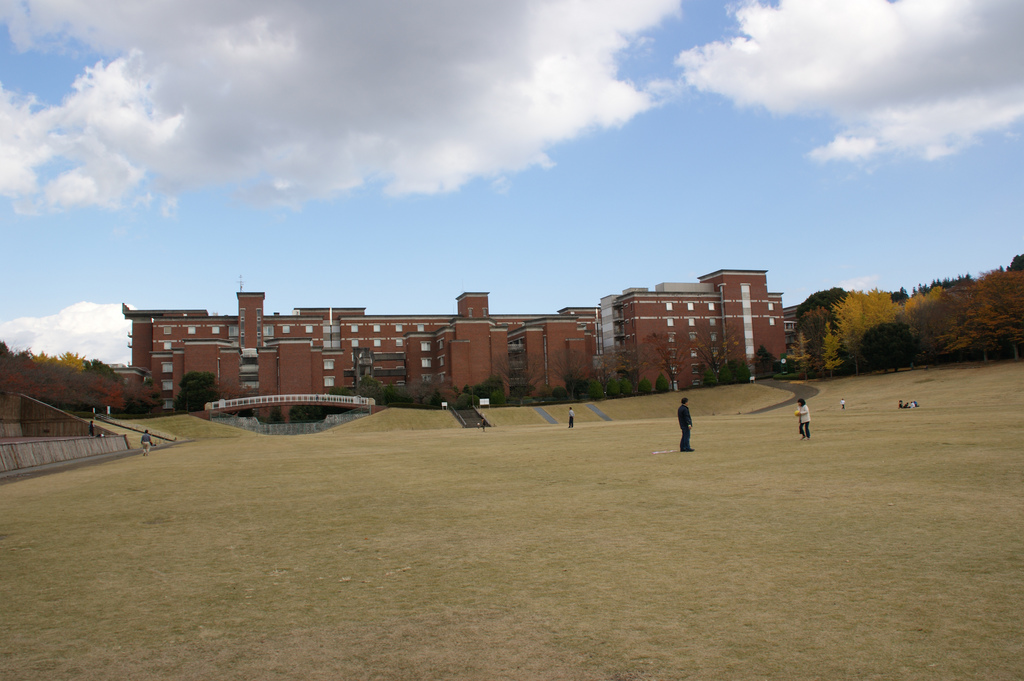
星により新設された静岡県立大学看護学部が入居する看護学棟（右）、大学院生活健康科学研究科が入居する食品栄養科学棟（左）、環境科学研究所が入居する環境科学棟（中央手前）

1954年（昭和29年）4月、母校である東北大学に採用され、医学部の助手として着任した。その間に「心電図標準肢誘導の單極誘導的解釋」と題した博士論文を執筆し、1956年（昭和31年）12月20日に東北大学より医学博士の学位を授与された。
1957年（昭和32年）9月、国が設置・運営する東京大学に転じ、医学部の助教授に就任した。その間、フルブライト奨学研究員として、1962年（昭和37年）12月よりアメリカ合衆国のデューク大学へ出張した。
日本に帰国後、古巣である東北大学に戻ることになり、1968年（昭和43年）6月に医学部の教授に就任した。医学部においては、主として医学科の講義を担当し、生理学第一講座を受け持った。その後、東北大学より名誉教授の称号が授与された。
1977年（昭和52年）7月、再び東京大学に戻ることになり、医学部の教授に就任した。医学部においては、主として医学科の講義を担当し、生理学第二講座を受け持った。1987年（昭和62年）3月、東京大学を停年退官した。その後、東京大学より名誉教授の称号を授与されている。
静岡県により設置・運営される静岡薬科大学、静岡女子大学、静岡女子短期大学の統合に伴い、1987年（昭和62年）に静岡県立大学が新設されると、同年4月に同大学に転じ、食品栄養科学部の教授に就任するとともに、初代学部長を兼務した。学部長在任中は、発足したばかりの学部の環境整備に努めるとともに、食品栄養科学部に対応する新たな研究科を大学院に設置しようと尽力し、1991年（平成3年）に文部大臣から生活健康科学研究科の博士前期課程に対する設置認可を得た。同年4月より同研究科の初代研究科長を兼務した。1993年（平成5年）、学部長を伊勢村護に引き継いだ。また、同年4月には、内薗耕二の後任として第2代学長に就任した。また、静岡県立大学短期大学部の学長も兼務した。学長在任中は大学全体の体制強化に努め、看護学部を新設した。さらに、大学院には生活健康科学研究科の博士後期課程、および、経営情報学研究科を新設した。短期大学部には歯科衛生学科、社会福祉学科を新設した。加えて、環境科学研究所も新設するなど、今日の静岡県立大学の組織構成の礎を確立した。1999年（平成11年）3月、任期満了により静岡県立大学の学長を退いた。その後、静岡県立大学より名誉教授の称号が授与された。
静岡県立大学の学長退任後は、しずおか健康長寿財団にて理事長に就任した。また、静岡大学の運営諮問会議にて委員を務めるなど、各種公職も歴任した。これまでの功績により、紫綬褒章や勲二等瑞宝章などが授与されている。2020年（令和2年）12月24日、死去した。

## 研究
専門は医学であり、特に生理学に関する分野の研究に従事した。上皮膜の輸送に関する研究で知られており、腎尿細管の輸送特性を電気生理学的に解明した。また、小腸や腎尿細管の上皮におけるアミノ酸・ペプチド吸収の分子生理機構を解明した。ペプチド/H+共輸送体の存在を証明するとともに、刷子縁膜のペプチド/H+共輸送体とNa+/H+交
換輸送体と基底側膜のNa+ポンプにより構成される三次性能動輸送を発見した。

## 人物
食品栄養科学
静岡県立大学食品栄養科学部の設置に際して、食品学に関わりの深い学問として生物学分野から遺伝子工学、農学分野から農芸化学、化学分野から分析化学、工学分野から生産工学、薬学分野から衛生学などを挙げるとともに、栄養学に関わりの深い学問として生物学分野から細胞生物学、生化学分野から病態生化学、生理学分野から臨床生理学、病理学分野から細菌学や免疫学などを挙げ、食品学や栄養学に加えてこれらの食と健康に関わる分野を総合的に探究する学問を食品栄養科学と位置づけた。
研究姿勢
東北大学大学院医学研究科にて指導を受けた鈴木裕一は、星の研究姿勢について「教授室に付属したこじんまりとした実験室で、文字通り目を光らせresearchに取り組んでおられました。重要な文献をよく読みこなし、新たな問題を見出し、challengeしながら実験を通して解明して行っておられました」と述べたうえで「その態度が生理学研究の王道である」と語っている。
教学姿勢
静岡県立大学食品栄養科学部の1期生として指導を受けた林久由は「星先生が、別れ際に励ますように握ってくれた大きく温かい手と『がんばれよ！』と送り出してくれたのをよく覚えている」と回顧し「実験結果について、先生とディスカッションをすることが非常に楽しみであった。William Arthur Wardの言葉に、教師について『The great teacher inspires』とあるように、先生はまさに、そのものであったように思う」と述べている。

## 略歴
- 1926年 - 新竹州新竹郡新竹街にて誕生[1]。
- 1950年 - 東北大学医学部卒業[1]。
- 1954年 - 東北大学医学部助手[1]。
- 1957年 - 東京大学医学部助教授[1]。
- 1968年 - 東北大学医学部教授[1]。
- 1977年 - 東京大学医学部教授[1]。
- 1987年 - 東京大学停年退官[1]。
- 1987年 - 静岡県立大学食品栄養科学部教授[1]。
- 1987年 - 静岡県立大学食品栄養科学部学部長[3]。
- 1991年 - 静岡県立大学大学院生活健康科学研究科研究科長[3]。
- 1993年 - 静岡県立大学学長[3]。
- 1993年 - 静岡県立大学短期大学部学長。
- 2020年 - 死去[2]。

## 門下生
- 鈴木裕一
- 林久由

### 註釈
1. ↑  新竹州新竹郡新竹街は、市に昇格し、1930年に新竹州新竹市が設置された。
2. ↑  東北大学は、2004年に国から国立大学法人東北大学に移管された。
3. ↑  東京大学は、2004年に国から国立大学法人東京大学に移管された。

## 関連
- 医学
- 生理学
- 食品栄養科学